# Клубний чемпіонат світу з футболу 2000
Клубний чемпіонат світу з футболу 2000 року — перший клубний чемпіонат світу, що проходив у Бразилії з 5 по 14 січня 2000 року. У розіграші взяли участь вісім команд. Вони були розподілені по двох групах з подальшим фіналом і матчем за третє місце. Одна група проводила свої матчі у Сан-Паулу на стадіоні «Морумбі», інша — в Ріо-де-Жанейро на «Маракані», де пройшли і обидва заключні поєдинки. Командам було дозволено заявити по 23 гравця.
Два представники країни господарки «Корінтіанс» та «Васко да Гама» виграли свої групи і зустрілись у фіналі, де перемогу святкував у серії пенальті клуб із Сан-Паулу.

## Перед турніром

### Відбір учасників
Склад учасників формувався наступним чином: по одному представнику від кожної з шести конфедерацій, «Реал Мадрид» як переможець Міжконтинентального кубка 1998 року (таким чином цей турнір як би інтегрувався в клубний чемпіонат світу) і найкращий клуб країни-організатора.
Коли приймалося рішення про те, хто візьме участь у чемпіонаті як найкращий клуб Бразилії, ще не було ясно, як складеться хід боротьби в національній першості 1999 року, тому путівка була віддана чемпіону 1998 року «Корінтіанс». У грудні 1999 року він знову виграв чемпіонат, підтвердивши тим самим своє право на участь у клубному чемпіонаті світу. В підсумку «Корінтіанс» став і переможцем мундіалю.
Що стосується інших місць, то вони, як правило, віддавалися діючим переможцям кубків чемпіонів. Тільки Південна Америка чомусь вирішила делегувати клуб «Васко да Гама», який виграв Кубок Лібертадорес у 1998 році. «Палмейрас», який виграв цей турнір в 1999 році, з невідомих причин був позбавлений права взяти участь у чемпіонаті світу.
Океанія залишалася єдиним регіоном, де не проводився кубок чемпіонів. З метою визначення свого представника на світовому форумі Конфедерація футболу Океанії ухвалила рішення провести перший розіграш Кубка чемпіонів Океанії у вересні-жовтні 1999 року на Фіджі. Організований нашвидкуруч турнір супроводжувався безліччю негараздів і скандалів. Всього за тиждень до його початку було змінено кількість учасників (з 8 до 9) і перекроєний весь календар. У фіналі австралійський «Саут-Мельбурн» без зусиль розправився з місцевим клубом «Наді». Єдиним суперником, з яким австралійцям довелося поборотися на шляху до фіналу, став клуб з Соломонових Островів «Малайта Іглз» (австралійці виграли 2:1 тільки за рахунок двох голів, забитих в останні п'ять хвилин матчу).
Оригінальне рішення ухвалила Азійська конфедерація футболу. На чемпіонат світу поїхав не переможець кубка чемпіонів, а володар Суперкубка і Кубку кубків Азії «Аль-Наср». Велику роль в успіху «Аль-Насра» зіграв болгарський легіонер Христо Стоїчков, якого клуб за 200 тис. доларів орендував у 1998 році на два тижні. Футболісту належало взяти участь лише в трьох матчах: двох півфіналах і фіналі Кубка кубків. Але саме він забив переможний гол у ворота південнокорейського клубу «Самсунг Блювінгз» у фіналі. Спеціально для участі у чемпіонаті світу клуб хотів запросити Ромаріо, однак переговори не увінчалися успіхом, і бразильський футболіст взяв участь у змаганні в складі «Васко да Гами».

### Проблеми європейських клубів
Обидва європейських клуби прибули до Бразилії не в найкращому стані. «Реал» показував в національному чемпіонаті надзвичайно погані результати. У результаті сталася зміна тренера: валлійця Джона Тошака змінив Вісенте Дель Боске, який приїхав на клубний чемпіонат світу в ролі виконувача обов'язків головного тренера. У своєму останньому матчі перед турніром «Реал» зазнав розгромної поразки від «Сарагоси» на своєму полі «Сантьяго Бернабеу» 1:5 вже при Дель Боске.
У 1999 році «Манчестер Юнайтед» виграв безліч турнірів. Для того, аби взяти участь у цьому змаганні команда відмовилася від боротьби за Кубок Англії, чим викликала невдоволення серед вболівальників, для яких національний трофей значив набагато більше. Це призвело до падіння популярності президента клубу Мартіна Едвардса та його подальшої відставки.

## Учасники
- «Реал Мадрид», Іспанія — переможець Міжконтинентального кубка 1998;
- «Манчестер Юнайтед», Англія — переможець Ліги чемпіонів 1998-99;
- «Васко да Гама» (Ріо-де-Жанейро), Бразилія — переможець Кубка Лібертадорес 1998;
- «Некакса» (Мехіко)[1], Мексика — переможець Кубка чемпіонів КОНКАКАФ 1999;
- «Раджа» (Касабланка), Марокко — переможець Ліги чемпіонів Африки 1999;
- «Аль-Наср» (Ер-Ріяд), Саудівська Аравія — переможець Суперкубка Азії 1998;
- «Саут-Мельбурн», Австралія — переможець Кубка чемпіонів Океанії 1999;
- «Корінтіанс» (Сан-Паулу), Бразилія — чемпіон країни-організатора 1998.

## Призовий фонд
- За перше місце — 6 млн доларів.
- За друге місце — 5 млн доларів.
- За третє місце — 4 млн доларів.
- За четверте місце — 3 млн доларів.
- За місця з п'ятого по восьме — за 2,5 млн доларів.

## Стадіони
| Ріо-де-Жанейро     | Ріо-де-Жанейро Сан-Паулоclass=notpageimage\| Місця проведення турніру |
| «Маракана»         | Ріо-де-Жанейро Сан-Паулоclass=notpageimage\| Місця проведення турніру |
| Місткість: 100.000 | Ріо-де-Жанейро Сан-Паулоclass=notpageimage\| Місця проведення турніру |
|                    | Ріо-де-Жанейро Сан-Паулоclass=notpageimage\| Місця проведення турніру |
| Сан-Пауло          | Ріо-де-Жанейро Сан-Паулоclass=notpageimage\| Місця проведення турніру |
| «Морумбі»          | Ріо-де-Жанейро Сан-Паулоclass=notpageimage\| Місця проведення турніру |
| Місткість: 80.000  | Ріо-де-Жанейро Сан-Паулоclass=notpageimage\| Місця проведення турніру |
|                    | Ріо-де-Жанейро Сан-Паулоclass=notpageimage\| Місця проведення турніру |

## Склади
Кожна команда могла заявити по 23 футболісти, (три з яких мають бути воротарями), принаймні за 10 днів до початку турніру. Всі гравці отримали номери від 1 до 23, незалежно від їх стандартного номера в команді. Спочатку заявити можна було лише гравців, що виступали за свої клуби до 15 листопада 1999 року, однак згодом ця дата була посунута до 20 грудня.

## Судді
Нижче представлений список суддів та помічників суддів, призначених на матчі турніру:
| Конфедерація | Арбітр                     | Асистент                          |
| ------------ | -------------------------- | --------------------------------- |
| АФК          | Саад Мане                  | Сергій Уфімцев                    |
| КАФ          | Дауда Ндоє                 | Алі Томусанг                      |
| КОНКАКАФ     | Вільям Маттус              | Хасіб Мохаммед                    |
| КОНМЕБОЛ     | Орасіо Елісондо Оскар Руїс | Мігель Г'якомуцці Фернандо Кресці |
| ОФК          | Дерек Рагг                 | Лаветала Сюамое                   |
| УЄФА         | Стефано Браскі Дік Йол     | Йенс Ларсен Яцек Поцігель         |

## Турнір

### Груповий етап

#### Група А
| Клуб        | І | В | Н | П | ГЗ | ГП | РГ | О |
| ----------- | - | - | - | - | -- | -- | -- | - |
| Корінтіанс  | 3 | 2 | 1 | 0 | 6  | 2  | +4 | 7 |
| Реал Мадрид | 3 | 2 | 1 | 0 | 8  | 5  | +3 | 7 |
| Аль-Наср    | 3 | 1 | 0 | 2 | 5  | 8  | −3 | 3 |
| Раджа       | 3 | 0 | 0 | 3 | 5  | 9  | −4 | 0 |

| 05/01/2000 18:45 |

| Реал Мадрид                                   | 3 – 1  | Аль-Наср                  |
| --------------------------------------------- | ------ | ------------------------- |
| Ніколя Анелька 21' Рауль 62' Савіо 69' (пен.) | (Звіт) | Фахад аль-Біші 45' (пен.) |

| Морумбі, Сан-Паулу Глядачів: 12,000 Суддя: Оскар Руїс (Колумбія) |

| 05/01/2000 21:15 |

| Корінтіанс                   | 2 – 0  | Раджа |
| ---------------------------- | ------ | ----- |
| Луїзао 49' Фабіо Лусіано 64' | (Звіт) |       |

| Морумбі, Сан-Паулу Глядачів: 23,000 Суддя: Стефано Браскі (Італія) |

| 07/01/2000 18:45 |

| Реал Мадрид            | 2 – 2  | Корінтіанс      |
| ---------------------- | ------ | --------------- |
| Ніколя Анелька 20' 71' | (Звіт) | Еділсон 29' 63' |

| Морумбі, Сан-Паулу Глядачів: 55,000 Суддя: Вільям Маттус (Коста-Рика) |

| 07/01/2000 21:15 |

| Раджа                                                          | 3 – 4  | Аль-Наср                                                  |
| -------------------------------------------------------------- | ------ | --------------------------------------------------------- |
| Омар Неджарі 13' Бушаїб ель-Мубаркі 81' Талаль ель-Каркурі 87' | (Звіт) | Амін 3' Ахмед Бахжа 48' Фахад аль-Біші 50' Мусса Саїб 87' |

| Морумбі, Сан-Паулу Глядачів: 3,000 Суддя: Дерек Рагг (Нова Зеландія) |

| 10/01/2000 18:45 |

| Реал Мадрид                                                | 3 – 2  | Раджа                                 |
| ---------------------------------------------------------- | ------ | ------------------------------------- |
| Фернандо Єрро 48' Фернандо Морієнтес 52' Жеремі Нжітап 87' | (Звіт) | Юссеф Ашамі 25' Мустафа Мустаудія 58' |

| Морумбі, Сан-Паулу Глядачів: 18,000 Суддя: Орасіо Елісондо (Аргентина) |

| 10/01/2000 21:15 |

| Аль-Наср | 0 – 2  | Корінтіанс                       |
| -------- | ------ | -------------------------------- |
|          | (Звіт) | Рікардінью 24' Фредді Рінкон 81' |

| Морумбі, Сан-Паулу Глядачів: 31,000 Суддя: Дік Йол (Нідерланди) |

#### Група Б
| Клуб              | І | В | Н | П | ГЗ | ГП | РГ | О |
| ----------------- | - | - | - | - | -- | -- | -- | - |
| Васко да Гама     | 3 | 3 | 0 | 0 | 7  | 2  | +5 | 9 |
| Некакса           | 3 | 1 | 1 | 1 | 5  | 4  | +1 | 4 |
| Манчестер Юнайтед | 3 | 1 | 1 | 1 | 4  | 4  | 0  | 4 |
| Саут-Мельбурн     | 3 | 0 | 0 | 3 | 1  | 7  | −6 | 0 |

| 06/01/2000 18:15 |

| Манчестер Юнайтед | 1 – 1  | Некакса                 |
| ----------------- | ------ | ----------------------- |
| Двайт Йорк 81'    | (Звіт) | Крістіан Монтесінос 14' |

| Маракана, Ріо-де-Жанейро Глядачів: 50,000 Суддя: Орасіо Елісондо (Аргентина) |

| 06/01/2000 20:45 |

| Васко да Гама          | 2 – 0  | Саут-Мельбурн |
| ---------------------- | ------ | ------------- |
| Феліпе 53' Едмундо 86' | (Звіт) |               |

| Маракана, Ріо-де-Жанейро Глядачів: 66,000 Суддя: Дік Йол (Нідерланди) |

| 08/01/2000 18:15 |

| Манчестер Юнайтед | 1 – 3  | Васко да Гама               |
| ----------------- | ------ | --------------------------- |
| Нікі Батт 80'     | (Звіт) | Ромаріо 23' 25' Едмундо 42' |

| Маракана, Ріо-де-Жанейро Глядачів: 73,000 Суддя: Саад Мане (Кувейт) |

| 08/01/2000 20:45 |

| Саут-Мельбурн         | 1 – 3  | Некакса                                                                          |
| --------------------- | ------ | -------------------------------------------------------------------------------- |
| Джон Анастасіадіс 45' | (Звіт) | Крістіан Монтесінос 18' (пен.) Агустін Дельгадо 28' Сальвадор Кабрера 78' (пен.) |

| Маракана, Ріо-де-Жанейро Глядачів: 5,000 Суддя: Фалла Ндоє (Сенегал) |

| 11/01/2000 18:15 |

| Манчестер Юнайтед     | 2 – 0  | Саут-Мельбурн |
| --------------------- | ------ | ------------- |
| Квінтон Форчун 8' 20' | (Звіт) |               |

| Маракана, Ріо-де-Жанейро Глядачів: 25,000 Суддя: Стефано Браскі (Італія) |

| 11/01/2000 20:45 |

| Некакса          | 1 – 2  | Васко да Гама         |
| ---------------- | ------ | --------------------- |
| Алекс Агінага 4' | (Звіт) | Одван 14' Ромаріо 68' |

| Маракана, Ріо-де-Жанейро Глядачів: 45,000 Суддя: Оскар Руїс (Колумбія) |

### Матч за 3-е місце
| 14 січня 2000 17:00 |

| Реал Мадрид | 1:1  | Некакса              |
| ----------- | ---- | -------------------- |
| Рауль 15'   | Звіт | 58' Агустін Дельгадо |

| Маракана, Ріо-де-Жанейро Глядачів: 35 000 Арбітр: Оскар Руїс |

|                                                                                     |       | Пенальті                                                                                  |  |
| Самюель Ето'о · Іван Ельгера · Стів Макманаман · Фернандо Морієнтес · Хав'єр Дорадо | 3 – 4 | Серхіо Васкес · Сальвадор Кабрера · Луїс Ернесто Перес · Алекс Агінага · Агустін Дельгадо |  |

### Фінал
| 14 січня 2000 20:00 |

| Васко да Гама | 0:0 | Корінтіанс |
| ------------- | --- | ---------- |
|               |     |            |

| Маракана, Ріо-де-Жанейро Глядачів: 73 000 Арбітр: Дік Йол |

|                                                       |       | Пенальті                                                                 |  |
| Ромаріо · Алекс Олівейра · Жілберту · Віола · Едмундо | 3 – 4 | Фредді Рінкон · Фернандо Бая · Луїзао · Еду Гаспар · Марселіньйо Каріока |  |

## Статистика турніру

### Положення команд
| Поз. | Команда           | І | В | Н | П | ГЗ | ДП | РГ | О  |
| ---- | ----------------- | - | - | - | - | -- | -- | -- | -- |
| 1    | Корінтіанс        | 4 | 2 | 2 | 0 | 6  | 2  | +4 | 8  |
| 2    | Васко да Гама     | 4 | 3 | 1 | 0 | 7  | 2  | +5 | 10 |
| 3    | Некакса           | 4 | 1 | 2 | 1 | 6  | 5  | +1 | 5  |
| 4    | Реал Мадрид       | 4 | 2 | 2 | 0 | 9  | 6  | +3 | 8  |
| 5    | Манчестер Юнайтед | 3 | 1 | 1 | 1 | 4  | 4  | 0  | 4  |
| 6    | Аль-Наср          | 3 | 1 | 0 | 2 | 5  | 8  | −3 | 3  |
| 7    | Раджа             | 3 | 0 | 0 | 3 | 5  | 9  | −4 | 0  |
| 8    | Саут-Мельбурн     | 3 | 0 | 0 | 3 | 1  | 7  | −6 | 0  |

Примітка: Матчі, що завершилися в додатковий час, вважаються як перемоги або поразки, тоді як матчі, що завершилися післяматчовими пенальті, вважаються як нічиї.

### Нагороди
| Золотий м'яч           | Срібний м'яч              | Бронзовий м'яч            |
| ---------------------- | ------------------------- | ------------------------- |
| Еділсон («Корінтіанс») | Едмундо («Васко да Гама») | Ромаріо («Васко да Гама») |
| Приз за чесну гру      |                           |                           |
| «Аль-Наср»             |                           |                           |